# Auguste Bella
Pour les articles homonymes, voir Bella.
Joseph-Marie-Auguste Bella est un militaire de carrière, Chevalier de l'Empire, et fondateur avec Antoine-Rémy Polonceau de l’École d’agriculture de Grignon dont il assure la direction pendant vingt-deux ans, né à Strasbourg le 10 octobre 1777, et mort à Grignon le 3 avril 1856.

## Un brave parmi les braves

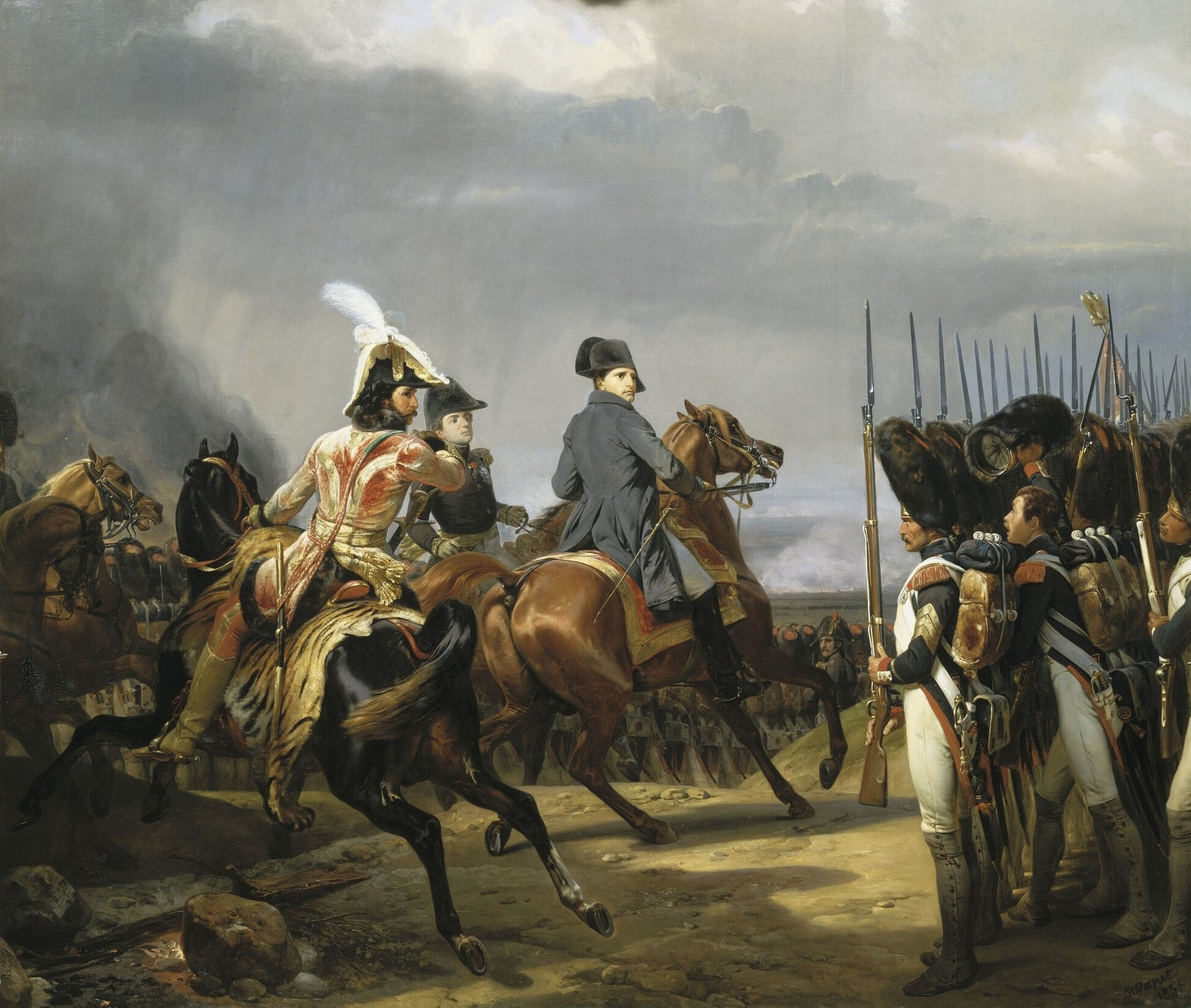
Napoléon passe en revue la Garde impériale à Iéna par Horace Vernet

Auguste Bella descend d’une famille de barons piémontais et naît à Chambéry pour certains biographes, à Strasbourg pour d’autres, le 10 octobre 1777. Le certificat de naissance se trouvant dans le dossier de la Légion d'honneur montre qu'il est né à Strasbourg. Il est le fils de Jean-Baptiste Bella (Chambéry, vers 1745-Chambéry, 1818), notaire royal, et de Marie Catherine Blanc (Nuremberg, 1749-Molsheim, 1794).
Élève au collège de Belley, sa famille est chassée par la Révolution. À l’âge de 14 ans il est commis dans une librairie de Strasbourg avant de s’engager dans les armées de la République. Puis il fait toutes les guerres napoléoniennes et s’illustre à de nombreuses reprises à la tête de ses hommes. Blessé puis fait prisonnier, il est nommé lieutenant à sa libération. Compris dans la première promotion de la Légion d’honneur, il reçoit le titre de Chevalier de l’Empire.
Il tombe malade pendant la campagne de Hanovre (1802-1803) où il est soigné par Albrecht Thaër, médecin du Roi et futur directeur de l’École d’agriculture de Moëglin, dont il suit les cours d’agriculture pendant près de deux ans.
Bella est à Austerlitz, Iéna, Eylau. À 33 ans il compte déjà 14 campagnes à son actif mais il est malade et se voit réformé ; il se consacre désormais à l’exploitation d’une petite métairie près de Chambéry. En 1814, les autrichiens envahissent la Savoie et Bella reprend du service mais il est blessé sur Le Pont-de-Beauvoisin, non loin de Chambéry.
Il se retire avec le grade de lieutenant-colonel décerné à titre provisoire mais jamais confirmé du fait du changement de régime politique. Il s’établit à Sarrebourg, en Moselle, dans l’un des sept départements que le traité de Paris laisse pour cinq ans à l’occupation militaire étrangère.

## Une rencontre décisive
Sa rencontre avec Antoine-Rémy Polonceau sera déterminante. Cet ancien élève de l’École polytechnique fut successivement Ingénieur en chef du département du Mont-Blanc, Ingénieur en chef du département de Seine-et-Oise puis Directeur du service de navigation de la Seine. D’après certains auteurs, lors du tracé de la route des Échelles entre Lyon et Chambéry, Polonceau aurait séjourné dans (ou à proximité) de la propriété dont Auguste Bella était le métayer. Pour d’autres, les Autrichiens se seraient réfugiés aux Échelles dans le tunnel que Polonceau était en train de creuser avant qu’Auguste Bella ne les déloge. Quoi qu’il en soit, les deux hommes se lient d’amitié et Bella initie le second aux sciences agronomiques. Mais bientôt Polonceau poursuit sa carrière en région parisienne tandis que Bella accompagne Grouchy jusqu’à Waterloo.
Polonceau vient en Lorraine pour étudier la percée du canal des Houillères qui doit relier les mines de Sarrebruck au canal de la Marne au Rhin et dont la jonction est prévue à Sarrebourg. Ce sera l’occasion pour les deux hommes de reprendre contact. En 1825, ils rendent visite à Mathieu de Dombasle à Roville. De retour à Versailles, Polonceau organise une petite ferme qui occupe son temps libre.

## Création de l’École d’agriculture de Grignon

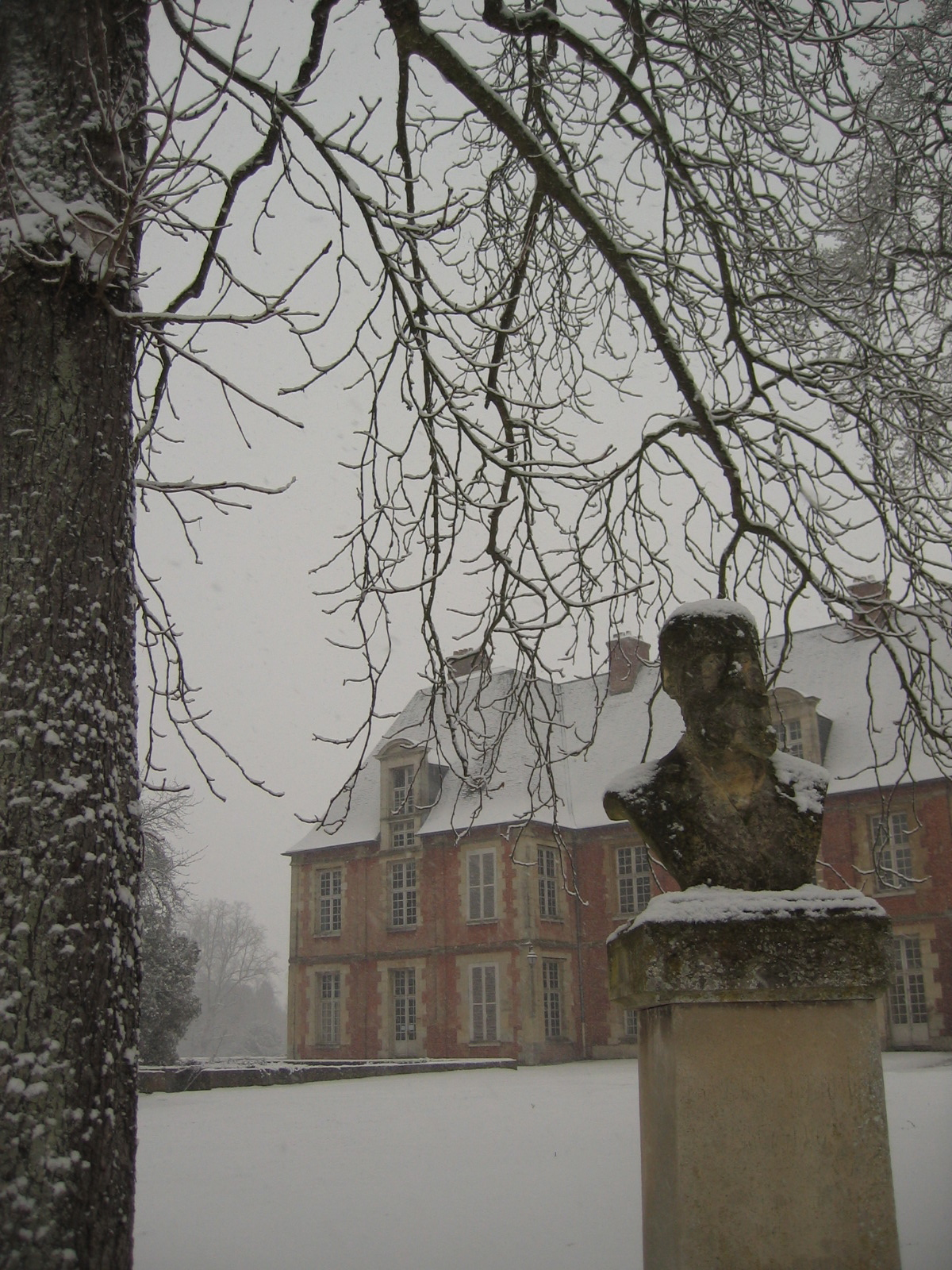
Le château de Grignon vu du parc de l'Institut national agronomique. Commune de Thiverval-Grignon

Polonceau souhaite créer un centre d’enseignement agronomique dans la région parisienne. Pour en assurer le financement il crée le 17 mars 1827 la Société agronomique de Grignon avec une souscription de 600000 F décomposée en deux tranches égales. Il propose alors aux autorités de confier à Auguste Bella la direction du nouvel établissement, en dépit du handicap que constitue son passé impérial. Pour se préparer à cette nouvelle mission, Bella visite un certain nombre d’établissements d’enseignement en Allemagne. Plus tard il ira en Belgique et en Angleterre.
L’École ouvre en 1828 avec seulement cinq élèves. Dirigée par cet ancien militaire, l’ordre et la discipline règnent. Plus habitué à manier la troupe que des étudiants éduqués et souvent issus de familles bourgeoises, ce sera plus tard source de troubles dans l’établissement.
La seconde partie des actions, émise à partir de 1832, ne trouvera pas suffisamment d’acquéreurs, ce qui ne permet pas à Bella de mener à bien son projet de filière courte et l’oblige à se concentrer sur la formation d’agronomes et de régisseurs de grandes exploitations.
Mais l’école et son domaine ne font pas l’unanimité car ils restent soutenus par les deniers publics et comme tel ne démontrent pas leur aptitude à être rentable en utilisant des techniques modernes.

« M. Bella appartient par son éducation première à cette époque fiévreuse où Napoléon arrachait la jeunesse aux bancs des collèges pour la jeter dans la mêlée des combats. Enrôlé à dix-huit ans et sorti des rangs de l’armée à cet âge où l’on apprend plus, il reste ainsi, par sa position, étranger à ces sciences sur lesquelles repose l’agronomie et à cet art d’expérimentation, à ce talent d’élocution que possède à un si haut degré le directeur de Roville. En France, où l’on juge trop les hommes sur leur position, où on exagère l’éloge et le blâme, j’ai entendu mettre M. Bella sur la même ligne que Thaër, Schwerz et M. de Dombasles : c’est là une lourde flatterie d’ami ou de subordonné, que, nous n’en doutons pas, celui qui en est l’objet a trop de tact pour ne pas repousser »

— Jacques Alexandre Bixio, 1838
Décrié, Auguste Bella refuse de polémiquer tout en essayant d’atteindre ses objectifs. En 1850, il se retire, fatigué. Depuis la création de l’établissement 600 élèves sont sortis diplômés et aucune École d’agriculture française n’a à cette époque pareil bilan ni même longévité. Lors d’une fête d’adieu, ses anciens élèves inaugurent un buste dans le parc de Grignon.
Auguste Bella meurt le 3 avril 1856, après avoir été remplacé à la tête de l’École par son fils, François Bella, qui lui succède également à la Société impériale et centrale d’agriculture. Il a été inhumé à Thiverval

## Publications
- Avec François Bella, Questions des bestiaux et de la boucherie, examen des opinions émises, solution qui satisfait le mieux aux exigences des industries en présence, et à l'intérêt commun, Librairie Bouchard-Huzard, Paris, 1841 (lire en ligne)
- Réfutation du mémoire critique sur la direction de Grignon, distribué à l'assemblée des actionnaires, le 3 juin 1843, imprimerie de Vve Bouchard-Huzard, Paris, 1843  (lire en ligne)

## Distinctions
- Chevalier de la Légion d'honneur
- Officier de la Légion d'honneur, le 27 janvier 1815[5].